# 九龍巴士290E線
九龍巴士290E線是香港一條新界巴士路線，由九龍巴士（一九三三）有限公司營辦，於2022年12月12日起投入服務，來往將軍澳工業邨及荃灣西站，只在星期一至五繁忙時間服務。290E線途經日出康城、百勝角、將軍澳市中心後，駛上將軍澳－藍田隧道直達麗港城，於觀塘道沿途不設分站，再經彩虹邨、黃大仙、大窩坪往返葵涌和荃灣。

## 歷史
2022年11月15日，運輸署發表《配合將軍澳－藍田隧道及將軍澳跨灣連接路通車專營巴士服務安排》，建議增設五條途經新隧道的巴士路線，於平日繁忙時間提供服務，並於隧道通車翌日投入服務，其中一條為往來將軍澳工業邨及荃灣西站的九龍巴士290E線，於將軍澳途經日出康城及百勝角後，駛上將軍澳－藍田隧道直達麗港城，並經觀塘道（沿途不設分站）和龍翔道往返葵涌及荃灣。隨着將軍澳－藍田隧道及將軍澳跨灣連接路於2022年12月11日通車，290E線亦於同月12日投入服務。2024年1月2日起，此線往荃灣西站方向增停茶果嶺道「茶果嶺道」站。
290E線的起訖點與當時的九龍巴士290B線相同，惟290B線途經寶琳路及新清水灣道往來荃灣，兩線開出時間亦相反。為善用巴士資源及提供更多直接的服務予將軍澳南一帶的乘客來荃灣，及便利葵涌廣場和新都會廣場一帶的乘客，九巴及運輸署於《2024－2025年度巴士路線計劃》中，建議取消290B線，此路線則新增上午往將軍澳工業邨方向及下午往荃灣西站方向之班次，並調整下午由荃灣西站開出之班次時間；來回程亦獲建議繞經康城站、清水灣半島、寶邑路，以及往將軍澳方向繞經興芳路。建議獲沿線區議會通過後，於2024年9月30日起實施。12月16日：由將軍澳工業邨開出之班次增至四班，開出時間為07:15、07:35、17:05及17:20；上午由荃灣西站開出之班次延遲十分鐘開出。

## 服務時間及班次
- 星期一至五：
  - 將軍澳工業邨開：07:15、07:35、17:05、17:20
  - 荃灣西站開：06:55、17:30、17:50

星期六、日及公眾假期不設服務

## 收費
全程:$12.1
- 過將藍隧道後往荃灣西站：$11.0
- 彩虹邨紅萼樓往荃灣西站／畢架山花園往將軍澳工業邨：$10.1
- 偉樂街往將軍澳工業邨：$8.2
- 葵涌道荔景邨往荃灣西站：$6.5
- 過將藍隧道後往將軍澳工業邨：$5.8

| - 本線設有12歲以下小童及65歲或以上長者半價優惠。 - 65歲或以上香港居民使用「樂悠咭」，以及12歲以下合資格殘疾兒童使用「殘疾人士身份」個人八達通繳付車資，均可享有每程$2.0或半價（以較低者為準）的票價優惠；12至64歲合資格殘疾人士使用「殘疾人士身份」個人八達通（包括「樂悠咭」），以及60至64歲香港居民使用「樂悠咭」繳付車資，均可享有每程$2.0或全費（以較低者為準）的票價優惠。 - 65歲或以上長者如使用長者或一般個人八達通繳付車資，則只可享有半價優惠；12至64歲合資格殘疾人士如不使用「殘疾人士身份」個人八達通，以及60至64歲人士如不使用「樂悠咭」繳付車資，必須繳付全費。 - 乘客可以現金或八達通於上車時付款，不設找續。 - 每位成人乘客可免費攜帶最多兩名4歲以下而不佔座位的兒童乘客乘車，超額之4歲以下小童必須繳付小童車費乘車。 - 持有「九巴月票」之乘客在車票有效期內，每日可享最多10程任何九龍巴士及龍運巴士路線（包括本路線，以及聯營路線的九龍巴士／龍運巴士提供的班次；惟乘搭機場「A」及「NA」線則可享原價二七折優惠（不會計算每天10次合資格車程））；而B1線則每日可享最多各2程（不會計算每天10次合資格車程）。 - 九龍巴士、城巴、龍運巴士及陽光巴士全職員工及家屬（不包括外判職員）可免費乘搭本路線，惟必須拍職員或職員家屬八達通。 - 乘客亦可透過多元化電子支付系統（e度嘟）繳付車資，包括使用非接觸式VISA卡、JCB卡、萬事達卡、銀聯卡、美國運通、大來國際、Discover Card、Apple Pay、Google Pay、Samsung Pay、AlipayHK「易乘碼」、支付寶、WeChatHK／微信支付「搭車碼」、銀聯雲閃付「乘車碼」及BOC Pay「乘車碼」。乘客使用此付款方式，使用此支付方式的乘客可享有中途下車之分段收費，以及與其他九巴／龍運獨營路線或聯營線九巴／龍運班次之轉乘優惠，惟不適用於與非九巴／龍運路線之轉乘優惠，亦不能享有「公共交通費用補貼計劃」及「長者及合資格殘疾人士公共交通票價優惠計劃」。 |

## 使用車輛
290E線使用3輛雙層空調巴士提供服務，主要用車為富豪B8L 12米（V6B），部分用車貼有九巴途經將藍公路路線的宣傳廣告。

## 行車路線
將軍澳工業邨開經：駿宏街、駿才街、駿盈街、駿光街、駿昌街、駿日街、環保大道、環保大道、康城路、康城站公共運輸交匯處、康城路、環保大道、百勝角路、環保大道、寶邑路、將藍公路、茶果嶺道、偉業街、觀塘道、彩虹交匯處、龍翔道、呈祥道、葵涌道、昌榮路迴旋處、青山公路（葵涌及荃灣段）及大河道。
荃灣西站開經：大河道、青山公路（荃灣及葵涌段）、昌榮路迴旋處、葵涌道、葵富路、興芳路、荃灣路、葵涌道、呈祥道、龍翔道、觀塘道、偉業街、茶果嶺道、將藍公路、寶邑路、環保大道、百勝角路、環保大道、康城路、康城站公共運輸交匯處、康城路、環保大道及駿日街。，具體停站請參考資訊框。